# Arquidiocese da Cidade do Benim
A Arquidiocese da Cidade do Benim (Archidiœcesis Urbis Beninensis) é uma circunscrição eclesiástica da Igreja Católica situada na Cidade do Benim, na Nigéria. Seu atual arcebispo é Augustine Obiora Akubeze. Sua Sé é a Catedral da Santa Cruz de Benim.
Possui 78 paróquias servidas por 139 padres, abrangendo uma população de 1 930 473 habitantes, com 7,7% da dessa população jurisdicionada batizada (148 900 católicos).

## História
A prefeitura apostólica do Níger Superior foi erigida em 2 de maio de 1884, recebendo o território do vicariato apostólico das Duas Guinés (atual Arquidiocese de Libreville).
Em 24 de agosto de 1911, cedeu uma parte de seu território para o benefício da ereção da prefeitura apostólica da Nigéria Oriental (atual Arquidiocese de Kaduna) e passa seu nome para prefeitura apostólica da Nigéria Ocidental.
Em 24 de agosto de 1918, a prefeitura apostólica foi elevada a vicariato apostólico com o breve Summa afficimur lætitia do Papa Bento XV.
Em 18 de julho de 1929, cedeu a parte norte de seu território à prefeitura apostólica da Nigéria Oriental, que assumiu simultaneamente o nome de prefeitura apostólica da Nigéria Setentrional.
Em 12 de janeiro de 1943, cedeu outra parte do território para o benefício da ereção do vicariato apostólico de Ondo-Ilorin (atual Diocese de Ondo), ao mesmo tempo que novamente muda seu nome para vicariato apostólico de Asaba-Benim por força do decreto Cum Eminentissimi da Congregação de Propaganda Fide.
Em 18 de abril de 1950 por efeito da bula Læto accepimus do Papa Pio XII o vicariato apostólico foi elevado a diocese e assume o nome de Diocese da Cidade do Benim.
Em 21 de fevereiro de 1955, em 10 de março de 1964 e em 5 de julho de 1973 cedeu outras partes de territorio em vantagem da ereção, respectivamente, da prefeitura apostólica de Kabba (atual Diocese de Lokoja) e das dioceses de Warri e Issele-Uku.
Em 26 de março de 1994 foi elevada a categoria de arquidiocese metropolitana com a bula Multis nominibus do Papa João Paulo II.
Em 4 de dezembro de 2002 e em 14 de dezembro de 2005 cedeu áreas em vantagem da ereção, respectivamente, das dioceses de Auchi e de Uromi.

## Prelados
|                          | Nome                           | Período     | Notas                      |
| Arcebispos               | Arcebispos                     | Arcebispos  | Arcebispos                 |
| ------------------------ | ------------------------------ | ----------- | -------------------------- |
| 3º                       | Augustine Obiora Akubeze       | 2011-       | Atual                      |
| 2º                       | Richard Anthony Burke, S.P.S.  | 2007-2010   | Arcebispo emérito          |
| 1º                       | Patrick Ebosele Ekpu           | 1994-2006   |                            |
| Bispos                   |                                |             |                            |
| 6º                       | Patrick Ebosele Ekpu           | 1973-1994   | Elevado à Arcebispo        |
| 5º                       | Patrick Joseph Kelly, S.M.A. † | 1939-1973   |                            |
| 4º                       | Leo Hale Taylor, S.M.A. †      | 1934-1939   | Nomeado Arcebispo de Lagos |
| 3º                       | Thomas Broderick, S.M.A. †     | 1918-1933   |                            |
| 2º                       | Carlo Zappa, S.M.A. †          | 1896-1917   |                            |
| 1º                       | Jules Poirier, S.M.A. †        | 1884-1893   |                            |
| Bispo coadjutor          |                                |             |                            |
|                          | Patrick Ebosele Ekpu           | 1971-1973   |                            |
| Administrador apostólico |                                |             |                            |
|                          | Anthony Okonkwo Gbuji          | 2010 - 2011 | Bispo emérito de Enugu     |